# Casa di Vallgornera
La casa di Vallgornera (in lingua catalana: Casa de Vallgornera) è il nome con cui vengono indicate due famiglie aristocratiche spagnole. La prima si originò nel XIII secolo e prese il nome dal castello di Vallgornera, a Peralada nell'Alt Empordà (Catalogna), di cui i membri possedettero la signoria e che si estinse nel XVII secolo. La seconda famiglia, derivata dal lato femminile da un ramo cadetto, fiorì nel XVIII secolo con l'assunzione del cognome Vallgornera, e si estinse nel XIX secolo.

## Origini

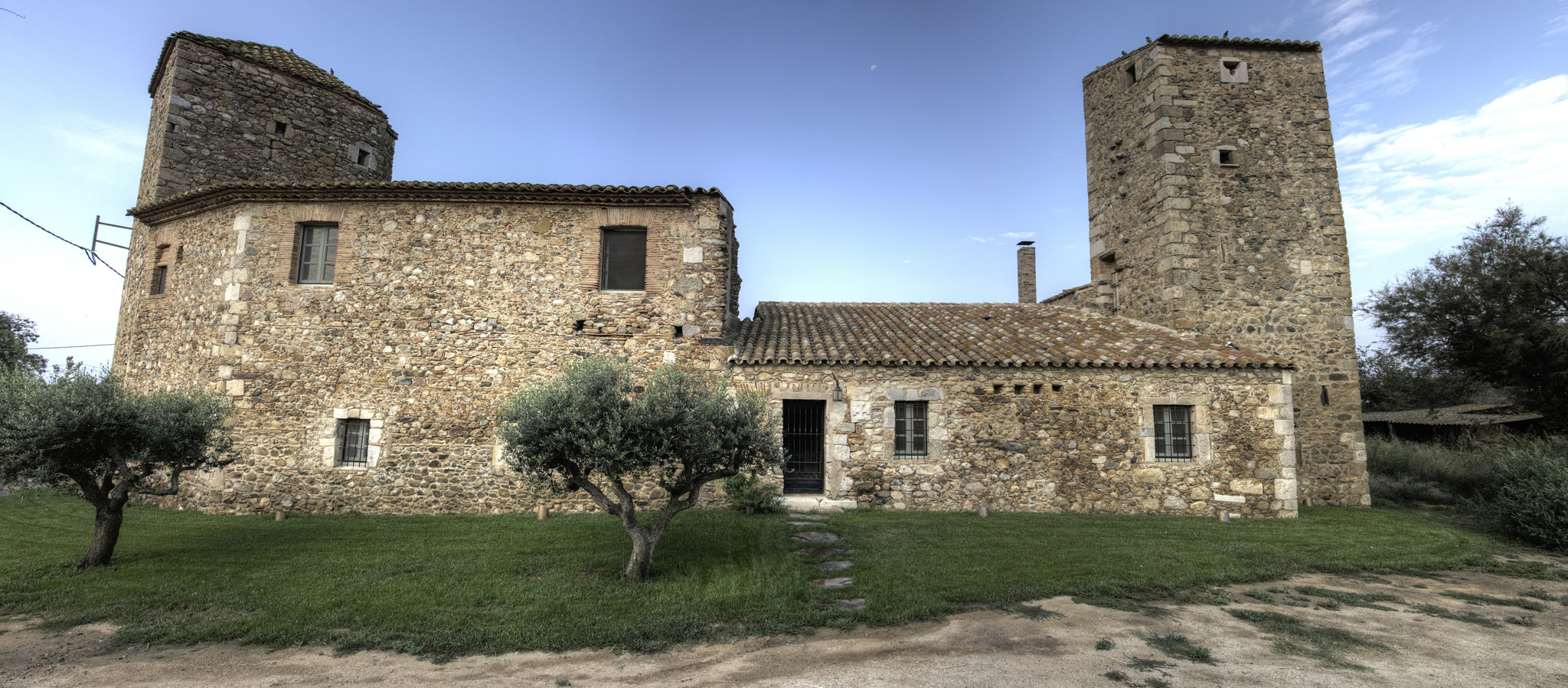
Il castello di Vallgornera a Peralada, in Catalogna

La fondazione della dinastia viene attribuita da fonti più antiche a un Guarnero, principe di Empúries, e indicato come fratello minore di Ataulfo, re dei Visigoti, che nel VI secolo avrebbe fatto edificare un castello in Catalogna che prese il nome Vallgornera. Secondo l'erudito catalano Berengario de Aguil, Guarnero ebbe per moglie Redichinda e procreò tre figli, tra cui Rodaulfo, che gli succedette nella signoria di Vallgornera. Un suo discendente, Sigerico, sarebbe stato investito del titolo di primo Visconte di Vallgornera, e fu maggiordomo maggiore del re Gesalico nel 508. Detto Sigerico, che acquisì la signoria di Empordà, si sarebbe unito a una certa Vilarda, che sarebbe stata figlia naturale di re Torismondo, da cui avrebbe avuto Vitale, Amalarico e Gueraldo, i quali avrebbero servito i re visigoti Liuva I e Leovigildo. Peraltro, Vitale avrebbe lasciato la Viscontea di Vallgornera al fratello Amalarico, e si sarebbe dato alla vita religiosa dopo l'incoronazione di Recaredo I per poi essere nominato vescovo di Toledo nel 586.
Da Amalarico, II visconte di Vallgornera, sarebbero nati Vitaldino, Gomerio e Gondemaro, militi al servizio di re Wamba. Da Vitaldino, III visconte di Vallgornera, nacquero Vitale e Gueraldo, ambedue camerieri di re Roderico che guerreggiarono contro i Mori che nel VII secolo invasero il Regno visigoto. Roderico concesse a Vitale il titolo di Conte di Vallgornera. Morto nel 714 con il fratello, lasciò un figlio, Attaldo, che gli successe nella signoria, a sua volta padre di Gueraldo, milite al servizio del re Alfonso I delle Asturie. Il conte Ruberto di Vallgornera, figlio di Gueraldo, fu alfiere dei re Bermudo e Alfonso II delle Asturie, e fu padre di Gueraldo, Umfredo e Guglielmo, cavalieri al servizio dell'imperatore Carlo Magno nelle sue guerre in Catalogna contro i Mori. I discendenti di Gueraldo sarebbero stati cavalieri al servizio dei sovrani d'Aragona: uno Ximen Pérez di Vallgornera, indicato come uno dei più forti cavalieri del suo tempo, sconfisse in battaglia tre capitani mori ed ebbe concessi nel 1069 dal re Sancho I d'Aragona la signoria su Lerida e altri castelli. Da lui e dalla consorte Agnesa di Mataplana, nacquero Bernardo Guglielmo, Giovanni Pérez, Guglielmo, Fernando, Vitale e Gueraldo di Vallgornera, indicati come cavalieri al servizio dei sovrani Sancho III e Alfonso VIII di Castiglia.
Tuttavia però, il castello di Vallgornera, sito a Peralada, nella provincia di Gerona, in Catalogna, risulta documentato a partire dal 1123. Inoltre, fonti più recenti indicano come capostipite dei Vallgornera, Bernardo di Sort, un cavaliere di Peralada vissuto nella metà del XIII secolo.

## Storia

### I Casa di Vallgornera
Primo signore del castello di Vallgornera fu un Giacomo (o Jaume, † 1271), figlio di Berenguer Sord, che dal feudo prese il cognome. Sposato a Sibilla di Villalonga, figlia di Simone, signore di Vilarnau d'Avall, procreò Simone, Francesco e Francesca. Simone, II signore di Vallgornera  († 1334), sposò Alemanda de Blanes e fu padre di Giacomo, Francesco, Vitale, Guglielmo e Bianca. Il primogenito Giacomo (o Jaume) II, III signore di Vallgornera († 1371 ca.), dalla consorte Berengaria de Castellbell ebbe i figli Francesco, Simone e Vitale. Il primogenito Francesco, IV signore di Vallgornera, si legò in matrimonio a Marchesa di Sort, che gli portò il possesso delle signorie di Vilanova de la Muga, Satrilla e de La Garriga, e da cui ebbe i figli Giacomo e Vitale. Simone († 1428) e Vitale di Vallgornera e Castellbell († 1410 ca.), furono cavalieri al servizio del re Martino I di Sicilia che seguirono nell'isola, e dove ottennero il dominio congiunto della baronia di Assoro e di altri feudi.
Giacomo di Vallgornera e Sort, V signore di Vallgornera, dalla consorte Francesca di San Dionís, ebbe Giovanni. Il fratello minore Vitale († 1497) si stabilì in Sicilia per ereditare i domini feudali degli zii paterni Simone e Vitale, ambedue morti senza lasciare discendenza, e da costui ebbe origine il ramo siciliano i cui discendenti assunsero il cognome nella forma italianizzata Valguarnera.
Juan I de Vallgornera y San Dionís, VI signore di Vallgornera († 1503 ca.), fu cavaliere al servizio di re Giovanni II d'Aragona nella guerra di successione castigliana, e nel 1476 figurò tra i comandanti nella battaglia contro i francesi nell'Alt Empordà. Dalla consorte Florena de Fontcoberta, ebbe diversi figli, tra cui Jaume, VII signore di Vallgornera, che fu membro della Cortes di Barcellona (1519), e Pedro, signore di Vilanova de la Muga. Da Jaume, nacque Juan, VIII signore di Vallgornera († 1545), donzello, che sposò Catalina de Foixá, che lo rese padre di Galcerán e Rafael. Il primogenito Galcerán, IX signore di Vallgornera († 1595), fu uditore reale della Generalità, il quale generò due figlie femmine; dal fratello minore Rafael († 1587), che fu donzello di Perpignano e membro della Cortes di Monzón (1547), e si unì in matrimonio a Damiata de Foixà y de Millars, signora di Albons, si formò la linea di Albons.
Jaime de Vallgornera y de Foixà, signore di Albons, fu assistente alla Cortes di Monzón (1585). Sposò in prime nozze Ana de Sanjust y de Segarriga, e in seconde nozze Ana de Senesterra, e gli succedette il figlio di primo letto Francisco. Detto Francisco, signore di Albons (1594-1638 ca.), fu cavaliere e per due volte membro delle Cortes (1599 e 1626), e padre di Jeronimo de Vallgornera y Cardona († 1690), con cui si estinse il ramo e che nel suo ultimo testamento lasciò in eredità la signoria di Albons e la torre di Caldes de Montbui al Principe di Niscemi, appartenente al ramo siciliano.

### II Casa di Vallgornera
La linea dei signori di Vilanova de la Muga fu iniziata dal secondogenito di Giovanni, VI signore di Vallgornera, Pedro de Vallgornera y de Fontcoberta († 1524 ca.), che ereditò Vilanova de la Muga, Mont-ros, La Garriga e Satrilla, e contrasse matrimonio con Rafaela de Serrahí y de Paguera, signora dei castelli di Cabanes e di El Coll. Da questa unione nacquero i figli Juan e Juana, con il primo morto senza lasciare eredi. Quest'ultima, si unì in matrimonio a Miguel March de Montagut y de Llupiá, signore del castello di Rocacorba, i cui discendenti assunsero il cognome Montagut y de Vallgornera. Estintasi questa famiglia nel XVIII secolo con María de Montagut y de Vallgornera y Esquerrer, che fu moglie di Francisco Llunes, dottore in diritto, il loro figlio, Baltasar, che ereditò tutti i feudi materni, antepose il cognome Vallgornera.
Baltasar de Vallgornera y Llunes de Montagut (1660-1726), signore di Vilanova de la Muga, cavaliere e membro della Junta General de Brazos della Catalogna (1713), sposò Francisca Bosch de Platraver Beuló, da cui ebbe sette figli, tra cui Antonio (1715-1788). Detto Antonio, dalla consorte Antonia de Lentorn y de Clareavalls ebbe otto figli, tra cui: Ramón; Antonio (1762-?), sacerdote e vicario della Diocesi di Vic; Buenaventura (1764-1834), colonnello dell'Esercito Reale spagnolo; e Luis (1767-?), monaco benedettino.
Ramón de Vallgornera y de Lentorn, signore di Vilanova de la Muga (1757-1836), dottore in filosofia e in legge, per privilegio dato dal re Carlo IV di Spagna il 30 settembre 1796, fu investito del titolo di I marchese di Vallgornera. Fu anche barone di San Miguel de Pera e visconte di Casa Lluna. Sposò in prime nozze María Josefa de Regás y Saleta, e in seconde nozze Maria Jacoba Clementina Magdonell y de Condé, ma ambedue le unioni non gli dettero discendenti, e pertanto il titolo di Marchese di Vallgornera e gli altri, passarono al cugino Alberto Baldrich y de Veclana, nipote della zia paterna Mariana de Vallgornera y Bosch.